# 고이즈미 류토
고이즈미 류토(일본어: 小泉 隆斗, 1994년 9월 5일~)는 일본의 축구 선수이다.

## 구단 경력
그는 2017년 일본 지역 리그의 도쿄 23 FC에 입단했다. 2021년 브리오베카 우라야스로 이적했다. 2023년부터 일본 풋볼 리그로 승격했다. 2023년까지 66경기에 출전하여, 3득점을 넣었다. 2024년 J3리그의 가이나레 돗토리로 이적했다.